# Виконуваний файл
Вико́нуваний файл — це файл, який містить зрозумілі  комп'ютеру спеціальні інструкції, і може бути виконаний (безпосередньо або через командний інтерпретатор  операційної системи) як комп'ютерна програма. 
Виконуваний файл є традиційно  машинним кодом для певного фізичного  процесора. Однак, файл, що містить байт-код чи скрипт для  інтерпретатора, також можна розглядати як виконуваний.  Точне трактування залежить від використання цього файлу, в той час як термін найчастіше вживається до файлів  котрі містять  саме машинний код. Сучасні операційні системи розпізнають виконувані файли по розширенні файлу (наприклад .com чи .exe в Windows) або ж за допомогою спеціальних ідентифікаторів, які знаходяться в  метаданих цього файлу (наприклад, в усіх Unix-подібних системах).
Сучасні операційні системи зберігають повний контроль над системними ресурсами комп'ютера, і виконуваному файлові потрібно робити системні запити, щоб отримати доступ до певних ресурсів. Операційні системи мають специфічний але стандартизований інтерфейс для таких запитів і тому виконувані файли певної операційної системи, як правило, подібні один до одного своєю внутрішньою структурою (хоча і залежать ще від  архітектури комп'ютера), але не є виконуваними для інших сімейств операційних систем. Існують, однак, програми, які перехоплюють і конвертують системні виклики від певного виконуваного файлу і дозволяють таким чином виконати його як програму під іншою операційною системою та/чи архітектурою.